# Natrinema versiforme
A Natrinema versiforme a Halobacteriaceae családba tartozó Archaea faj. Az archeák – ősbaktériumok – egysejtű, sejtmag nélküli prokarióta szervezetek. Extrém halofil (sókedvelő), nem motilis, neutrofil, pleomorf élőlény. Típustörzse: XF10T (=JCM 10478T =AS 1.2365T =ANMR 0149T).